# Kolíňany
Kolíňany est un village de Slovaquie situé dans la région de Nitra.

## Histoire
Première mention écrite du village en 1113.

## Démographie

### Évolution de la population
| Année:               | 1994. | 2004.   | 2014.   | 2024.   |
| -------------------- | ----- | ------- | ------- | ------- |
| Nombre de personnes: | 1408  | 1465    | 1606    | 1558    |
| Différence:          |       | +4,04 % | +9,62 % | -2,98 % |

| Année:               | 2023. | 2024.   |
| -------------------- | ----- | ------- |
| Nombre de personnes: | 1555  | 1558    |
| Différence:          |       | +0,19 % |